# Tomasz Kłos
Tomasz Kłos (ur. 7 marca 1973 w Zgierzu) – polski piłkarz występujący na pozycji obrońcy. W latach 1998–2006 reprezentant Polski. Uczestnik Mistrzostw Świata 2002. Członek Klubu Wybitnego Reprezentanta.

## Kariera
Kłos swoją piłkarską karierę rozpoczynał w sezonie 1990/1991 występując w zespole Boruta Zgierz. W następnym roku przeniósł się do Włókniarza Aleksandrów Łódzki. Przed sezonem 1995/1996 przeniósł się do ŁKS-u Łódź. W latach 1998–2000 grał w AJ Auxerre. Następnie w 1. FC Kaiserslautern (2000-2003), 1. FC Köln (2003). Przed sezonem 2003-2004 wrócił do polskiej ligi do Wisły Kraków. W polskiej ekstraklasie debiutował 29 lipca 1995 roku w spotkaniu ŁKS-u Łódź ze Stomilem Olsztyn. W reprezentacji Polski zagrał w 69 spotkaniach strzelając 6 bramek. Zdobył mistrzostwo Polski z ŁKS-em Łódź w sezonie 1997/1998 i Wisłą Kraków 2003/2004 i 2004/2005. W sumie na boiskach polskiej ekstraklasy rozegrał 200 spotkań, w których strzelił 27 bramek. Jest członkiem Klubu Wybitnego Reprezentanta. 1 lipca 2008 z powodu kontuzji zakończył karierę piłkarską.
Po zakończeniu kariery został menedżerem ŁKS-u Łódź. Klubu w którym spędził najwięcej czasu jako piłkarz. Był nim do 2012.
Pracował również jako ekspert TVP Sport.

## Gole w reprezentacji
| Lp. | Data       | Miejsce                                                   | Rywal       | Gol | Wynik | Mecz        |
| --- | ---------- | --------------------------------------------------------- | ----------- | --- | ----- | ----------- |
| 1.  | 03.02.1999 | Ta’ Qali Stadium, Attard, Malta                           | Malta       | 1:0 | 1:0   | towarzyski  |
| 2.  | 06.09.2003 | Stadion Skonto, Ryga, Łotwa                               | Łotwa       | 2:0 | 2:0   | el. ME 2004 |
| 3.  | 12.11.2003 | Stadion Wojska Polskiego, Warszawa, Polska                | Włochy      | 2:0 | 3:1   | towarzyski  |
| 4.  | 21.02.2004 | Estadio Bahía Sur, San Fernando, Hiszpania                | Wyspy Owcze | 5:0 | 6:0   | towarzyski  |
| 5.  | 04.06.2005 | Stadion Republikański Tofiqa Bəhramova, Baku, Azerbejdżan | Azerbejdżan | 2:0 | 3:0   | el. MŚ 2006 |
| 6.  | 13.11.2005 | Mini Estadi, Barcelona, Hiszpania                         | Ekwador     | 1:0 | 3:0   | towarzyski  |

## Mecz pożegnalny
| 14 czerwca 2009 18:00 | Łódzki KS'98 Tomasz Kłos 26, 45, Ariel Jakubowski 59, Tomasz Hajto 76, Marek Saganowski 89 | 5-62-3 | Przyjaciele Tomasza Kłosa Tomasz Iwan 12, Lukas Podolski 20, Maciej Żurawski 29, Michał Żewłakow 50, Marcin Malarz 72, 87 | Stadion MOSiR w Łodzi, Łódź Widzów: 6 tys. Sędzia: Włodzimierz Bartos |
|                       |                                                                                            |        | |                                                                       |